# Stigmaeus summersi
Stigmaeus summersi är en spindeldjursart som beskrevs av Charles Thorold Wood 1967. Stigmaeus summersi ingår i släktet Stigmaeus och familjen Stigmaeidae. Inga underarter finns listade i Catalogue of Life.